# 十八台站
十八台站，位于中华人民共和国内蒙古自治区乌兰察布市卓资县十八台镇，邮政编码012306，建于1923年，是唐包铁路集包段的一个车站。离北京站547公里，离包头站258公里。距上行车站八苏木站3公里，距下行车站哈拉站7公里。该站隶属呼和浩特铁路局集宁车务段。不办理客运业务但办理货运业务（办理整车，不办理危险货物发到），为四等车站，本站及相邻上下行区间均为电气化区段。